# Anemia perrieriana
Anemia perrieriana är en ormbunkeart som beskrevs av Carl Frederik Albert Christensen. Anemia perrieriana ingår i släktet Anemia och familjen Anemiaceae. Inga underarter finns listade.